# District de Kaimur
Le district de Kaimur  (hindi : कैमूर ज़िला) est un district de l'état du Bihar, en Inde,

## Géographie
Au recensement de 2011, sa population compte 1 626 384 habitants.
Son chef-lieu est la ville de Bhabua. 